# Филмов продуцент
Вижте пояснителната страница за други значения на продуцент.
Филмов продуцент е професия, включваща общия надзор по производството на филми.
Наети от продуцентска компания или работещи независимо, продуцентите планират и координират различните страни на филмовото производство, като избор на тема, разработване на сценария, осигуряване на финансиране, наемане на режисьор и други ключови участници в екипа, организация на снимките и постпродукцията, организация на маркетинга и разпространението на готовия филм.